# SN 2011cm
SN 2011cm – supernowa typu Ia odkryta 14 kwietnia 2011 roku w galaktyce A171419+4359. W momencie odkrycia miała maksymalną jasność 18,10m.